# ㅛ
ㅛ是朝鲜语谚文中的一个元音字母，在韩国的谚文字母表中排序第20位，在元音字母中排序第6。该字母的名称为“요”。
ㅛ是一个双元音，由硬颚近音半元音/j/和半闭后圆唇元音/o/连读而组成，即/jo/。
ㅛ在馬-賴轉寫和文观部式中均被转写为yo。
ㅛ在朝鲜语盲文中，被表记为。其摩尔斯电码为“－・”。

## 字符编码
| 種類               | 用途 | Unicode | HTML     |
| ------------------ | ---- | ------- | -------- |
| 諺文相容字母       | ㅛ   | U+315B  | &#12635; |
| 諺文字母應用       |      | U+116D  | &#4461;  |
| 漢陽私人使用區應用 |      | U+F828  | &#63528; |
| 半形字母           | ￒ    | U+FFD2  | &#65490; |